# مرح (اسم)
مرح هو اسم علم مؤنث من أصل عربي، ومعناه هو كثير التبسُّم، ويبدو التبسُّم على ملامحه.

## شخصيات تحمل الاسم
- مرح جبر (30 مايو 1968 – )

## وصلات خارجية
- موسوعة السلطان قابوس لأسماء العرب